# Marianna Biskup
Marianna Biskup (ur. 13 sierpnia 1961 w Jerutach, zm. 16 lutego 2015 w Elblągu) – polska lekkoatletka.

## Życiorys

### Kariera sportowa i zawodowa
Uprawiała wyczynowo lekkoatletykę w elbląskim Starcie, potem była trenerką lekkoatletów MKS Truso Elbląg. Absolwentka gdańskiej Akademii Wychowania Fizycznego. Występowała w zawodach weteranów. Przede wszystkim w skoku w dal, trójskoku, rzucie oszczepem oraz w skoku wzwyż.
Zdobyła kilkadziesiąt tytułów mistrzyni Polski weteranów w różnych konkurencjach LA. Była reprezentantką Polski na mistrzostwach Europy i mistrzostwach Świata weteranów. Była halowa rekordzistka Europy w skoku w dal (5,38 m Ancona 2009) w kategorii W45. W 2009 roku po raz pierwszy w karierze została Mistrzynią Świata w skoku wzwyż (Lahti). W 2011 roku po raz drugi została mistrzynią świata, tym razem w skoku w dal na Mistrzostwach Świata Weteranów Lekkiej Atletyki w Sacramento (USA).
W 2012 roku po raz pierwszy dwa tytuły Mistrzyni Świata na halowych mistrzostwach w Jyväskylä (Finlandia). W dniu 30 czerwca 2012 w Białymstoku ustanowiła rekord Europy na otwartym stadionie w skoku w dal w kategorii W50 - 5.30m. Pracowała zawodowo jako nauczycielka wychowania fizycznego w Gimnazjum Nr 5 w Elblągu.

## Życie prywatne

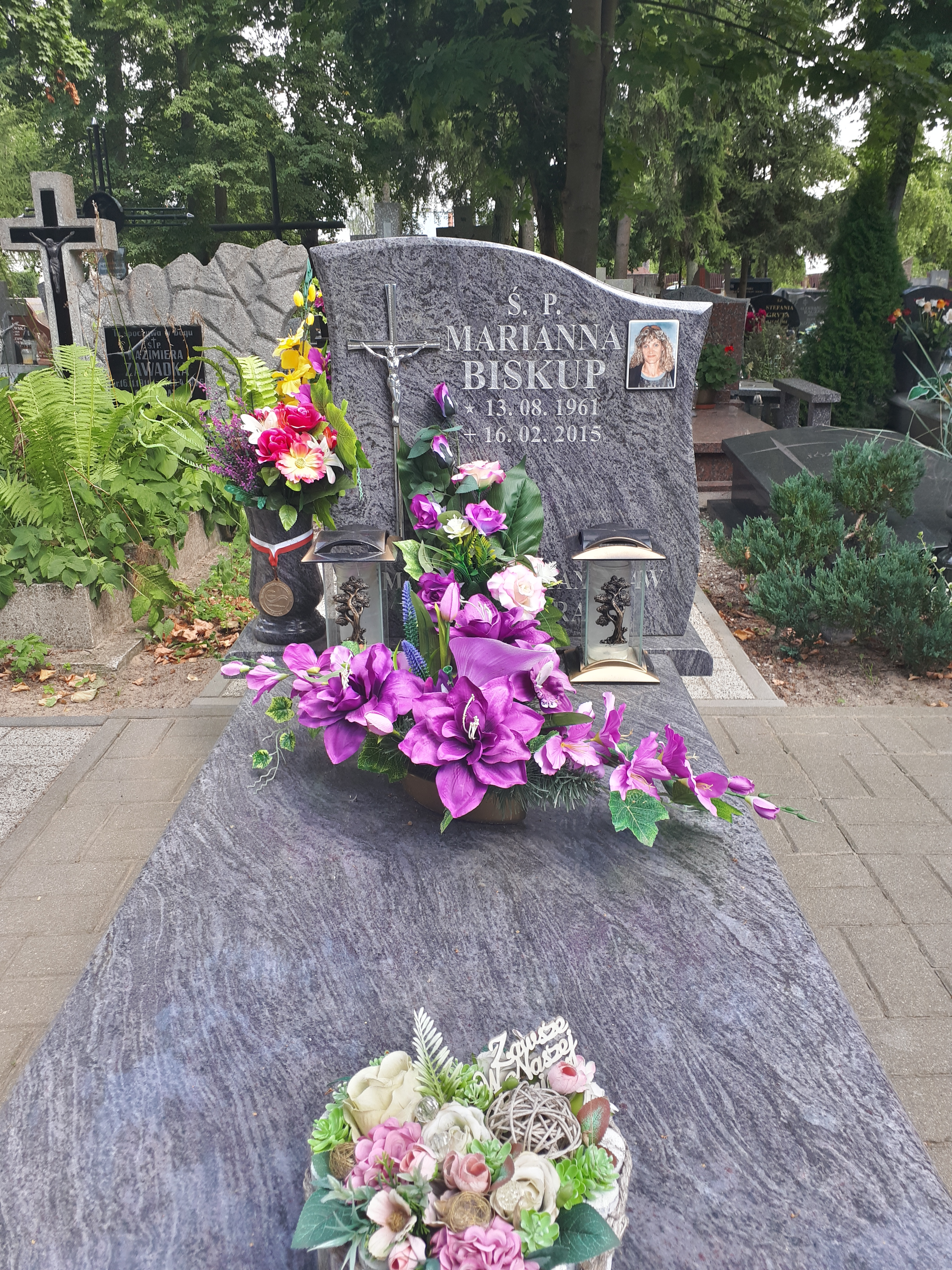
Grób Marianny Biskup na Cmentarzu Komunalnym Agrykola w Elblągu

Żona Ryszarda (1960–2025), matka Jolanty i Aleksandry. Zmarła po długiej chorobie 16 lutego 2015. Cztery dni później została pochowana na cmentarzu komunalnym Agrykola w Elblągu.

## Sukcesy
Medale złote
- 2004 - trójskok na Mistrzostwach Europy Weteranów Lekkiej Atletyki w Århus (Dania)
- 2005 - trójskok na Halowych Mistrzostwach Europy Weteranów Lekkiej Atletyki w Eskilstunie (Szwecja)
- 2006 - skok w dal na Mistrzostwach Europy Weteranów Lekkiej Atletyki w Poznaniu (Polska)
- 2007 - skok w dal na Halowych Mistrzostwach Europy Weteranów Lekkiej Atletyki w Helsinkach (Finlandia)
- 2008 - trójskok na Europejskich Igrzyskach Weteranów Lekkiej Atletyki w Malmö (Szwecja)
- 2008 - skok w dal na Europejskich Igrzyskach Weteranów Lekkiej Atletyki w Malmö (Szwecja)
- 2009 - skok w dal na Halowych Mistrzostwach Europy Weteranów Lekkiej Atletyki w Ankonie (Włochy)
- 2009 - skok wzwyż na Mistrzostwach Świata Weteranów Lekkiej Atletyki w Lahti (Finlandia)
- 2010 - skok wzwyż na Mistrzostwach Europy Weteranów Lekkiej Atletyki w Nyiregyhaza (Węgry)
- 2010 - skok w dal na Mistrzostwach Europy Weteranów Lekkiej Atletyki w Nyiregyhaza (Węgry)
- 2010 - trójskok na Mistrzostwach Europy Weteranów Lekkiej Atletyki w Nyiregyhaza (Węgry)
- 2011 - skok w dal na Mistrzostwach Świata Weteranów Lekkiej Atletyki w Sacramento (USA)
- 2012 - skok w dal na Halowych Mistrzostwach Świata Weteranów Lekkiej Atletyki w Jyväskylä (Finlandia)
- 2012 - trójskok na Halowych Mistrzostwach Świata Weteranów Lekkiej Atletyki w Jyväskylä (Finlandia)
- 2012 - skok w dal na Mistrzostwach Europy Weteranów Lekkiej Atletyki w Zittau (Niemcy)

Medale srebrne
- 2004 - trójskok na I Halowych Mistrzostwach Świata Weteranów Lekkiej Atletyki w Sindelfingen (Niemcy)
- 2004 - skok w dal na Mistrzostwach Europy Weteranów Lekkiej Atletyki w Århus (Dania)
- 2006 - trójskok na II Halowych Mistrzostwach Świata Weteranów Lekkiej Atletyki w Linzu (Austria)
- 2006 - skok w dal na II Halowych Mistrzostwach Świata Weteranów Lekkiej Atletyki w Linzu (Austria)
- 2007 - trójskok na Halowych Mistrzostwach Europy Weteranów Lekkiej Atletyki w Helsinkach (Finlandia)
- 2007 - skok w dal na Mistrzostwach Świata Weteranów Lekkiej Atletyki w Riccione (Włochy)
- 2008 - trójskok na Mistrzostwach Europy Weteranów Lekkiej Atletyki w Lublanie (Słowenia)
- 2009 - skok wzwyż na Halowych Mistrzostwach Europy Weteranów Lekkiej Atletyki w Ankonie (Włochy)
- 2011 - trójskok na Halowych Mistrzostwach Europy Weteranów Lekkiej Atletyki w Gandawie (Belgia)
- 2012 - trójskok na Mistrzostwach Europy Weteranów Lekkiej Atletyki w Zittau (Niemcy)

Medale brązowe
- 2004 - skok w dal na I Halowych Mistrzostwach Świata Weteranów Lekkiej Atletyki w Sindelfingen (Niemcy)
- 2005 - skok w dal na Halowych Mistrzostwach Europy Weteranów Lekkiej Atletyki w Eskilstunie (Szwecja)
- 2005 - skok w dal na Mistrzostwach Świata Weteranów Lekkiej Atletyki w San Sebastian (Hiszpania)
- 2006 - trójskok na Mistrzostwach Europy Weteranów Lekkiej Atletyki w Poznaniu (Polska)
- 2007 - trójskok na Mistrzostwach Świata Weteranów Lekkiej Atletyki w Riccione (Włochy)
- 2008 - skok w dal na III Halowych Mistrzostwach Świata Weteranów Lekkiej Atletyki w Clermont-Ferrand (Francja)
- 2008 - skok w dal na Mistrzostwach Europy Weteranów Lekkiej Atletyki w Ljubljanie (Słowenia)
- 2009 - skok w dal na Mistrzostwach Świata Weteranów Lekkiej Atletyki w Lahti (Finlandia)
- 2009 - trójskok Mistrzostwach Świata Weteranów Lekkiej Atletyki w Lahti (Finlandia)
- 2010 - sztafeta 4 × 100 m na Mistrzostwach Europy Weteranów Lekkiej Atletyki w Nyiregyhaza (Węgry)
- 2011 - skok w dal na Halowych Mistrzostwach Europy Weteranów Lekkiej Atletyki w Gandawie (Belgia)
- 2011 - skok wzwyż na Mistrzostwach Świata Weteranów Lekkiej Atletyki w Sacramento (USA)
- 2011 - trójskok na Mistrzostwach Świata Weteranów Lekkiej Atletyki w Sacramento (USA)
- 2012 - skok wzwyż na Halowych Mistrzostwach Świata Weteranów Lekkiej Atletyki w Jyväskylä (Finlandia)